# Santa Teresa (Temax)
Santa Teresa es una localidad del municipio de Temax en el estado de Yucatán localizado en el sureste de México. La localidad se desarrolló en torno a un casco de hacienda homónima.

## Toponimia
El nombre (Santa Teresa) hace referencia a Teresa de Jesús.

## Demografía
Según el censo de 2000 realizado por el INEGI, la población de la localidad era de 0 habitantes.
| 0                           | 0 | 0 | 10 | 13 |
| (Fuente: INEGI [Consultar]) |   |   |    |    |

## Galería

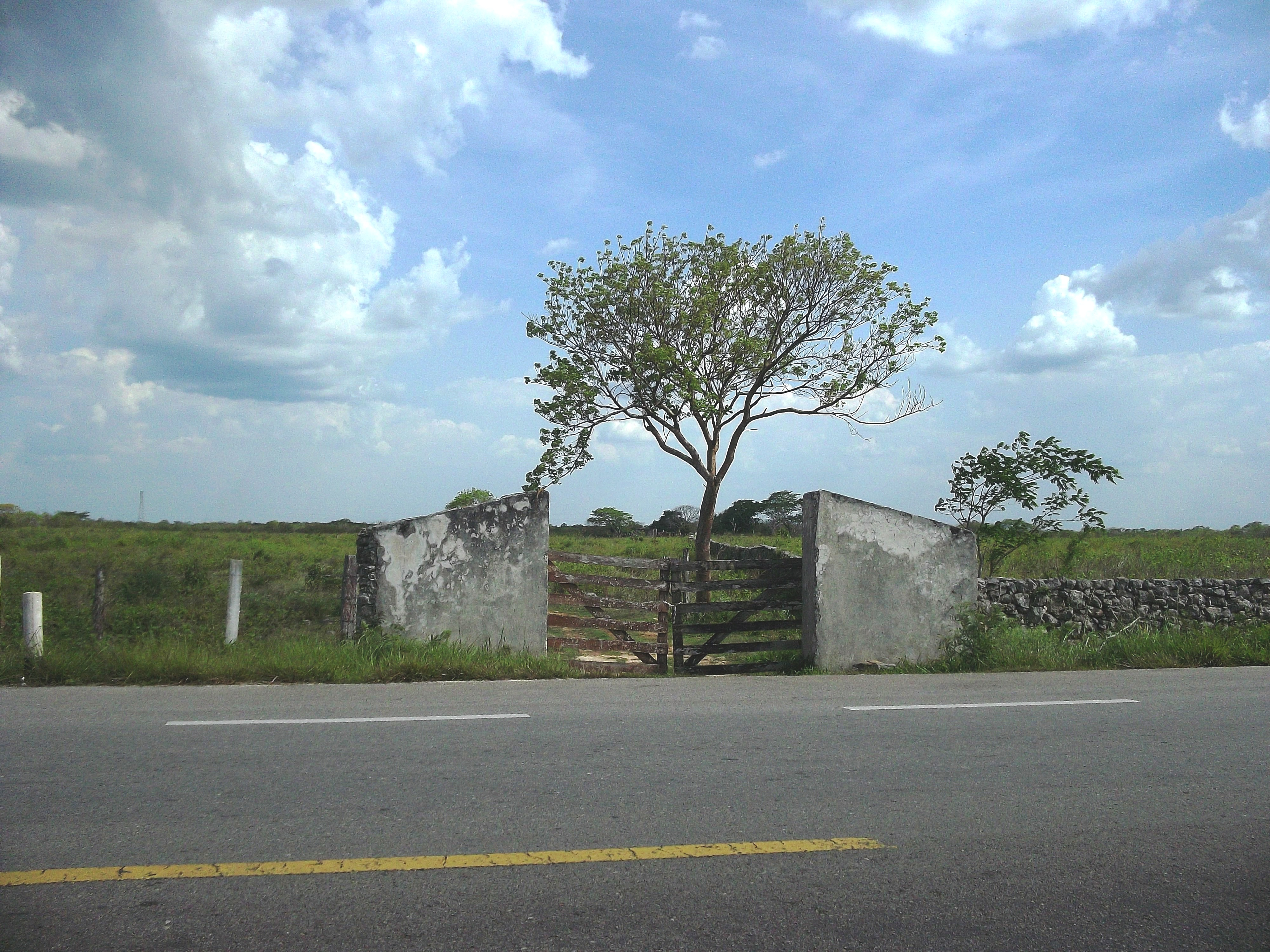
Entrada de la hacienda Santa Teresa.